# Petit-Renard
Pour les articles homonymes, voir Petit Renard.
Petit-Renard est une série de bande dessinée écrite par Régine Pascale, illustrée par Nadine Brass et mise en couleur par Catherine Legrand, initialement publiée dans la revue Astrapi.

## Synopsis
La série raconte les aventures d'un jeune amérindien de la tribu Dakito, Petit-Renard, et de ses amis, en 1865.

## Personnages
- Petit-Renard : jeune papoose, fils du chef de la tribu Dakito[1]
- Deux-Lunes : amie de Petit-Renard[1]
- Courage-de-Feu : frère de Deux-Lunes[1]
- Tête-Plate : sage[1]

## Tomes
1. Janvier 1984 : Le Voleur de chevaux suivi de La Chasse aux bisons  (ISBN 2-7009-4018-0)
2. Avril 1985 : Un aigle dans l'orage  (ISBN 2-7009-4029-6)
3. Janvier 1987 : Tempête de neige  (ISBN 2-7009-4043-1)
4. Juillet 1988 : Le Fil magique  (ISBN 2-7009-4059-8)
5. Octobre 1989 : Le Monstre de la prairie  (ISBN 2-227-71500-6)